# Cactòidies
Les cactòidies (Cactoideae) és una subfamília que pertany a la família de les cactàcies. Al voltant del 80% dels cactus pertanyen a aquesta subfamília. Té les següents tribus i gèneres.

## Tribus i Gèneres
- Browningieae
  - Armatocereus - Browningia - Jasminocereus - Neoraimondia - Stetsonia

- Cacteae
  - Acharagma - Ariocarpus - Astrophytum - Aztekium - Coryphantha - Digitostigma - Echinocactus - Echinomastus - Epithelantha - Escobaria - Ferocactus - Geohintonia - Leuchtenbergia - Lophophora - Mammillaria - Mammilloydia - Neolloydia - Obregonia - Ortegocactus - Pediocactus - Pelecyphora - Sclerocactus - Stenocactus - Strombocactus - Thelocactus - Turbinicarpus

- Calymmantheae
  - Calymmanthium

- Cereeae
  - Arrojadoa - Brasilicereus - Cereus - Cipocereus - Coleocephalocereus - Melocactus - Micranthocereus - Pierrebraunia - Pilosocereus - Praecereus - Stephanocereus - Uebelmannia

- Hylocereeae
  - Disocactus - Epiphyllum - Hylocereus - Pseudorhipsalis - Selenicereus - Weberocereus

- Notocacteae
  - Austrocactus - Blossfeldia - Cintia - Copiapoa - Eriosyce - Eulychnia - Frailea - Neowerdermannia - Parodia

- Pachycereeae
  - Acanthocereus - Bergerocactus - Carnegiea - Cephalocereus - Corryocactus - Echinocereus - Escontria - Leptocereus - Myrtillocactus - Neobuxbaumia - Pachycereus - Peniocereus - Polaskia - Pseudoacanthocereus - Stenocereus

- Rhipsalideae
  - Hatiora - Lepismium - Rhipsalis - Schlumbergera

- Trichocereeae
  - Acanthocalycium - Arthrocereus - Brachycereus - Cleistocactus - Denmoza - Discocactus - Echinopsis - Espostoa - Espostoopsis - Facheiroa - Gymnocalycium - Haageocereus - Harrisia - Leocereus - Matucana - Mila - Oreocereus - Oroya - Pygmaeocereus - Rauhocereus - Rebutia - Samaipaticereus - Weberbauerocereus - Yavia - Yungasocereus